# 巴温克尔
巴温克尔是德国下萨克森州的一个市镇。总面积20.35平方公里，总人口2379人，其中男性1204人，女性1175人（2011年12月31日），人口密度117人/平方公里。